# Puerto de Yurimaguas
El actual Puerto de Yurimaguas, administrado por la Empresa Nacional de Puertos S.A. (ENAPU) se ubica en la margen izquierda del río Huallaga, en la ciudad de Yurimaguas, provincia de Alto Amazonas, departamento de Loreto. 
Se encuentra a una altitud por debajo de los 200 ms.n.m. La infraestructura portuaria se encuentra ubicada en la ribera izquierda del río Huallaga, y al lado de la ribera del río Paranapura. La carga movilizada es fundamentalmente de cabotaje, del tipo fraccionada.

## Concesión del nuevo puerto
La concesión se otorgó al Consorcio Portuario Yurimaguas la buena pro para la concesión de los trabajos de diseño, financiamiento, construcción, operación y mantenimiento del nuevo puerto. El proyecto demandará inversión de 43.7 millones de dólares y será cofinanciado por el Estado.Este dará grandes inversiones al país peruano
El proyecto, consiste en la construcción de un nuevo terminal portuario en la localidad de Nueva Reforma, a unos 20 kilómetros aguas abajo del puerto actual, obras que estarán a cargo del concesionario. Este proyecto será cofinanciado entre el concedente y el adjudicatario.

## Nueva ubicación
El Terminal Portuario de Yurimaguas estará ubicado sobre el margen izquierdo del río Huallaga en la ciudad de Yurimaguas y será el punto de intercambio modal de productos entre las ciudades de Chiclayo (Lambayeque), Piura e Iquitos (Loreto).
El proyecto contempla la construcción de una nueva carretera de aproximadamente 9.405 kilómetros que enlazaría con la carretera Tarapoto – Yurimaguas, y la construcción de un puente de estructura metálica ubicado sobre el río Paranapura, obras a cargo del Ministerio de Transportes y Comunicaciones (MTC).

## Ventajas de la nueva ubicación
Las principales ventajas de la nueva ubicación proyectada son las siguientes:
- Culminar el eje comercial interoceánico norte: Desde el puerto marítimo de Paita hasta el puerto fluvial de Yurimaguas unido a través de una carretera de cerca de 1,000 km de extensión en óptimo estado. Estas tres infraestructuras están concesionadas estando garantizados sus respectivos mantenimientos y operatividad con niveles de servicio de gran calidad para beneficio de los usuarios.

- Incrementar la eficiencia de los servicios y actividades portuarias en el Nuevo Terminal Portuario de Yurimaguas – Nueva Reforma, mediante una mayor seguridad en la transferencia de la carga y una mayor productividad en las operaciones, motivando que las embarcaciones formales opten por efectuar sus operaciones por esta nueva instalación portuaria.

- Alcanzar y mantener la capacidad necesaria para atender la demanda portuaria creciente derivada de las mejoras de la navegabilidad de la hidrovía amazónica.

- Facilitar la formalización del transporte de carga fluvial, mejorando la seguridad de la carga y su manejo a efectos de reducir las mermas.

- Reducir los costos y sobre costos portuarios y mejorar la calidad de los servicios prestados y optimizar la intermodalidad y cadena logística.
- Conectividad comercial : Reducción de 30% en tiempos de transporte[5] entre la Amazonía y puertos del Pacífico. Conexión directa con Brasil y Colombia vía hidrovías.[6]

## Avances de obra
Las obras de construcción del puerto de Yurimaguas (Loreto) tienen un avance de 20%, con lo cual se prevé que el inicio de operación del primer puerto fluvial concesionado del país será en julio del 2016, según detalla la Concesionaria Puerto Amazonas (Copam).
La construcción del puerto de Yurimaguas concluiría el 27 de julio de 2016 según lo informado por la Autoridad Portuaria Nacional APN.